# Can Plana (Riells i Viabrea)

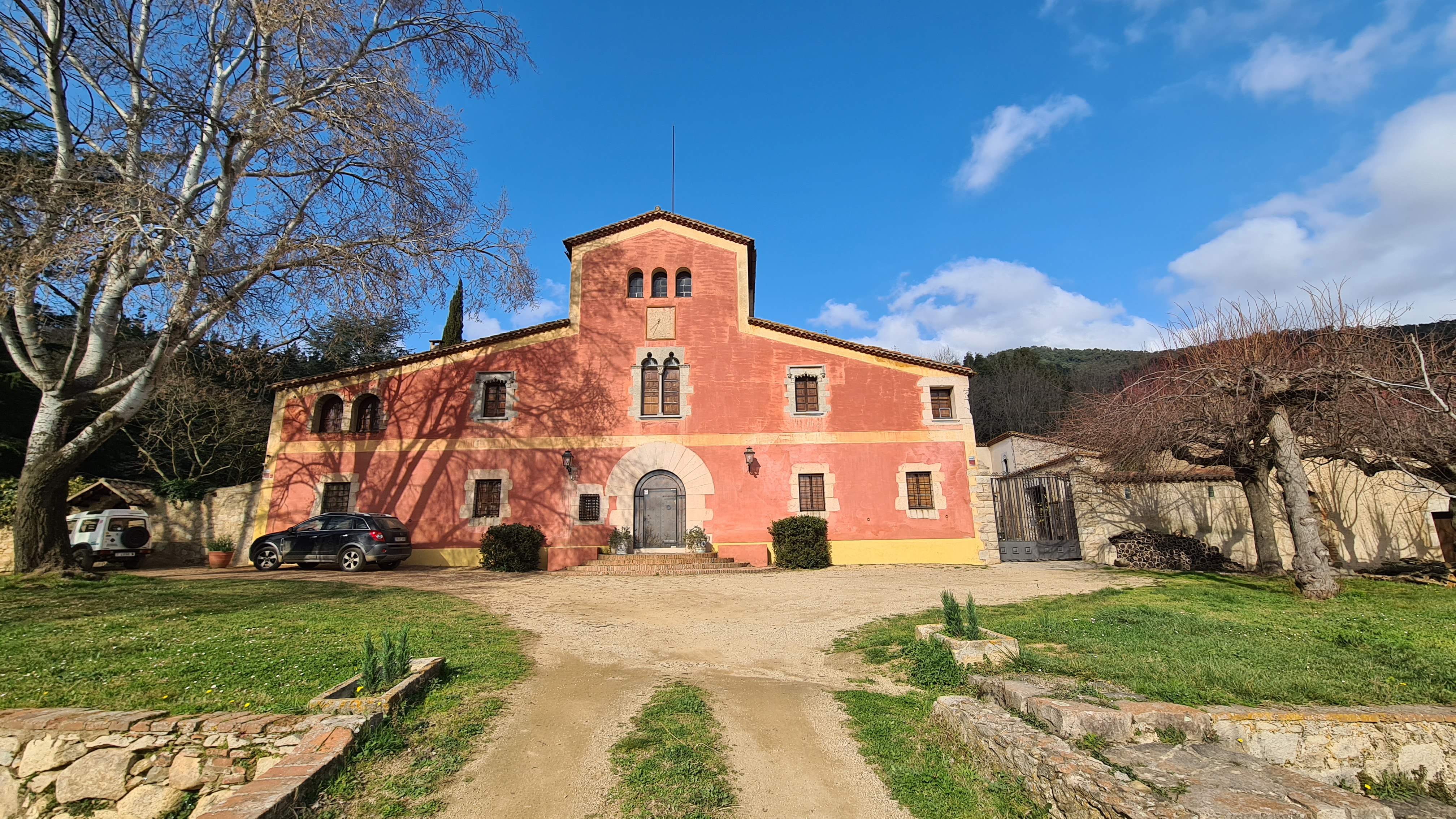
Mas de Can Plana (David Aguirre)

Can Plana és una masia de Riells i Viabrea (Selva) inclosa a l'Inventari del Patrimoni Arquitectònic de Catalunya.

## Descripció
Es troba en un indret allunyat dels diferents nuclis de població, a tocar del terme municipal de Gualba. S'hi arriba per un camí frontal que travessa per un pont una petita riera i acaba just enfront del portal principal.
És un edifici de tipus basilical amb el cos central molt alt i dues crugies per banda, la de l'esquerra més llarga. La façana principal presenta un portal adovellat d'arc de mig punt i finestres quadrangulars emmarcades amb pedra a la planta baixa.
Al primer pis, la planta noble on vivien els amos, hi ha una finestra geminada central d'estil gòtic d'arcs trilobulats amb impostes decorades i una fina columna amb capitell esculturat amb la representació de dos personatges. A banda i banda hi ha dues finestres pràcticament idèntiques. Són d'arc conopial amb arcuacions sobre impostes decorades amb un guardapols rematat amb el cap d'una figura masculina i una de femenina. D'una a l'altra varia l’ornamentació de les impostes. A l'extrem esquerre d'aquest primer pis, també hi podem veure dues grans obertures d'arc de mig punt.
AI de la dreta hi ha una curiosa finestra de pedra que a l'angle de l'edifici mostra una figura esculpida.
El pis superior té tres obertures d'arc de mig punt simples. Tot el parament és arrebossat i pintat de color rosat amb una franja groga que perfila el contorn de la façana i la divisió dels dos pisos.
A més d'aquest edifici principal hi ha altres construccions annexes distribuïdes al voltant del pati situat al mur lateral dret. Algunes d'aquestes edificacions també presenten finestres d'estil gòtic d'arc conopial i d'altres amb impostes.
Al costat esquerre hi ha adossada una capella neogòtica d'una sola nau, amb accés lateral per un portal d'arc de mig punt, finestres d'arc ogival amb vitralls i campanar d'espadanya.
Probablement aquests elements d'estil gòtic no formaven part de l'edifici original i corresponen a una restauració de datació incerta.

## Història
És una de les masies més antigues de Viabrea, apareix en el fogatge de l'any 1497. Can Plana és el centre d'una gran propietat que inclou les masies de can Bosc, can Trias i can Ganyes, avui abandonades i en ruïnes.
La finca havia estat propietat de Francisca Bosch i Sala i la va heretar Julieta Salvans i Bosch.
Actualment hi viuen els masovers i els propietaris l'utilitzen com a segona residència.